# Ortwin De Wolf
Ortwin De Wolf (sinh 23 tháng 4 năm 1997) là một cầu thủ bóng đá Bỉ thi đấu cho Lokeren ở Belgian First Division A ở vị trí thủ môn.

## Sự nghiệp câu lạc bộ
Ortwin De Wolf khởi đầu sự nghiệp cùng với Lokeren.